# Bephratelloides melleus
Bephratelloides melleus är en stekelart som först beskrevs av John Obadiah Westwood 1874.  Bephratelloides melleus ingår i släktet Bephratelloides och familjen kragglanssteklar. Inga underarter finns listade.